# EuroFIR
EuroFIR (ursprünglich Abkürzung von englisch European Food Information Resource) ist eine gemeinnützige, internationale Organisation, die die Nutzung von bestehenden Lebensmittelinformationen (Angaben zu Energie- und Nährstoffgehalt, sowie Gehalt an Sekundären Pflanzenstoffen) und zukünftigen neu entwickelten Ressourcen durch Zusammenarbeit und Harmonisierung der Informationsqualität, Funktionalität und globalen Standards unterstützt.
Als Mission versteht EuroFIR die Entwicklung, Verwaltung, Veröffentlichung und Verwertung von Lebensmittelinformationen, sowie die Förderung der internationalen Zusammenarbeit und Harmonisierung durch verbesserte Datenqualität, Datenbank Durchsuchbarkeit und Standards.

## Geschichte
Das Europäische Exzellenz-Netzwerk EuroFIR (2005-10;. EuroFIR) war ein Network of Excellence (NoE) bestehend aus 48 Partnern aus Wissenschaft, Forschungseinrichtungen und klein und mittleren Unternehmen (KMU) in 27 Ländern. Das Exzellenz-Netzwerk wurde im Rahmen des EU Sechsten Rahmenprogramms (Priorität 5: Lebensmittelqualität und -sicherheit; Vertrag Nr. FP6-513944) finanziert.
Eines seiner wichtigsten Ziele war die erstmalige Entwicklung einer einzigen Online-Plattform mit aktuellen Informationen zur Zusammensetzung der Lebensmitteln in ganz Europa. Ein weiteres wichtiges Ergebnis von EuroFIR war die Etablierung einer langfristigen nachhaltigen Plattform, um entscheidende Aktivitäten des Projekts fortzuführen, und dies wurde durch die Etablierung der gemeinnützigen Organisation EuroFIR AISBL erreicht. Die Organisation zählt heute mit 42 der ursprünglichen 48 EuroFIR Partner als Mitglieder. Das Hauptziel von EuroFIR AISBL ist die Unterstützung und Förderung der Entwicklung, Verwaltung, Veröffentlichung und Anwendung der Lebensmittelinformationen, durch internationale Zusammenarbeit und Harmonisierung.

## Mitglieder

### Full members (Partner)
(*) Mitgliedsorganisationen, die auch National food composition database Compiler sind.
| Institution                                                                                | Abkürzung | Land         |
| ------------------------------------------------------------------------------------------ | --------- | ------------ |
| Landwirtschaftliche Universität Athen                                                      | AUA       | Griechenland |
| British Nutrition Foundation                                                               | BNF       | UK           |
| ETH Zürich                                                                                 | ETHZ      | Schweiz      |
| Agence nationale de sécurité sanitaire de l’alimentation, de l’environnement et du travail | ANSES *   | Frankreich   |
| Food Research Institute                                                                    | FRI *     | Slowakei     |
| FoodCon                                                                                    | FCN       | Belgien      |
| Hellenic Health Foundation                                                                 | HHF *     | Griechenland |
| Institute of Food Research                                                                 | IFR *     | UK           |
| Institute of Medical Research, University of Belgrade                                      | IMR *     | Serbien      |
| Rijksinstituut voor Volksgezondheid en Milieu                                              | RIVM *    | Niederlande  |
| Instituto Nacional de Saúde Dr. Ricardo Jorge                                              | INSA *    | Portugal     |
| Istituto Nazionale di Ricerca per gli Alimenti e la Nutrizione                             | INRAN *   | Italien      |
| Ricerca dell'Istituto Europeo di Oncologica                                                | IEO *     | Italien      |
| National Food & Nutrition Institute                                                        | NFNI      | Polen        |
| National Institute for Health and Welfare                                                  | THL *     | Finnland     |
| Nutrienten Belgie vzw                                                                      | NUBEL *   | Belgien      |
| National Food Administration                                                               | NFA *     | Schweden     |
| Swedish University of Agricultural Sciences                                                | SLU       | Schweden     |
| The National Food Institute bei Dänemarks Technische Universität                           | DTU *     | Dänemark     |
| Mattilsynet                                                                                | NFSA      | Norwegen     |
| TÜBITAK Marmara Research Centre                                                            | TUBITAK * | Türkei       |
| University College Cork                                                                    | UCC *     | Irland       |
| Universität Helsinki                                                                       | UHEL      | Finnland     |
| University of Leeds                                                                        | UL        | UK           |
| Wageningen University                                                                      | WU        | Niederlande  |

### Associate members (Partner)
(*) Mitgliedsorganisationen, die auch National food composition database Compiler sind.
| Institution                                          | Abkürzung | Land        |
| ---------------------------------------------------- | --------- | ----------- |
| Food Centre of Food and Veterinary Service of Latvia | FCF-VS *  | Lettland    |
| Food Standards Australia New Zealand                 | FSANZ *   | Australien  |
| Gent University                                      | UGENT     | Belgien     |
| Government of Canada                                 |           | Kanada      |
| Institute of Agricultural Economics and Information  | IAEI      | Tschechien  |
| Josef Stefan Institute                               | JSI *     | Slowenien   |
| Matis - Icelandic Food and Biotech R&D               | MATIS *   | Island      |
| Max Rubner-Institut                                  | MRI *     | Deutschland |
| State Environmental Health Centre                    | SEHC *    | Litauen     |
| University of Granada                                | UGR *     | Spanien     |
| University of Vienna                                 | UVI       | Österreich  |

### Ordinary members (Ordentliche Mitglieder)
| Institution                                                                                  | Acronym | Country     |
| -------------------------------------------------------------------------------------------- | ------- | ----------- |
| Culmarex S.A.                                                                                |         | Spanien     |
| Ian D. Unwin Food Information Consultancy                                                    | IDUFIC  | UK          |
| Ministry of Health and Consumer Affairs of the Balearic Islands                              |         | Spanien     |
| Polytec                                                                                      | Polytec | Dänemark    |
| Procter & Gamble                                                                             |         | UK          |
| REPLY Santer                                                                                 | REPLY   | Italien     |
| Treviso Tecnologia - Azienda Speciale per l’Innovazione della Camera Di Commercio Di Treviso | TVT     | Italien     |
| Uzhhorod National University Medical Faculty                                                 |         | Ukraine     |
| Universidad Complutense De Madrid                                                            |         | Spanien     |
| Universidad Politecnica de Cartagena                                                         | UPCT    | Spanien     |
| Universita Del Salento                                                                       |         | Italien     |
| University of Ljubljana                                                                      | UoL     | Slowenien   |
| University of Vigo                                                                           | UoV     | Spanien     |
| University of Wolverhampton                                                                  | UoW     | UK          |
| Verein zur Förderung des Technologietransfers an der Hochschule Bremerhaven e.V.             | TTZ     | Deutschland |
| vitakid gemeinnützige GmbH                                                                   |         | Deutschland |
| Zeinler Financial & Partner GmbH                                                             |         | Österreich  |

### Ehrenmitglieder
| Institution             | Abkürzung | Land     |
| ----------------------- | --------- | -------- |
| Danish Food Information | DFI *     | Dänemark |

Die Liste von EuroFIR AISBL Schlüsselpersonen, Mitgliedern und Partnern findet man auf der EuroFIR Webseite.

## Beteiligung an Forschungsprojekten
EuroFIR ist Partner in diversen von der Europäischen Kommission finanzierten Forschungsprojekten, die zwischen 2010 und 2012 begonnen haben. Diese Projekte decken Forschungsbereiche wie zum Beispiel Risiko-Nutzen-Analyse von Nahrungsergänzungsmitteln, die sekundären Pflanzenstoffen beinhalten, Rückverfolgbarkeit von Lebensmittelinformationen durch RFID-Technologie, die mögliche Verbesserung des Ernährungszustandes durch evidenzbasierte Praxis der Diätetik und Reformulierung von Lebensmitteln zur Reduktion von einigen Nährstoff-Gruppen, sowie Total Diet Exposure Studien.